# Internationellt förarbrev för fritidsbåt

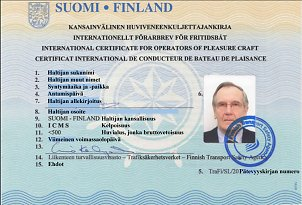
Internationellt förarbrev, variant 2.

Internationellt förarbrev för fritidsbåt eller internationellt behörighetsbrev för förare av fritidsbåt visar att en båtförare behärskar de kunskaper som behövs som befälhavare för en fritidsbåt. Minimikraven är standardiserade, men avsikten är att nationella förarbrev för fritidsbåt skall kunna användas för att visa tillräckliga kunskaper. Förarbrevet innehåller en anteckning om huruvida det gäller motor- eller segelbåt och huruvida det gäller kust- och skärgårdsvatten eller floder och kanaler (CEVNI) samt hur stor båt intyget gäller.
Förarbrevet accepteras i många länder i Europa och bygger på arbetsgruppens för trafik på inlandsfarvatten vid FN:s ekonomiska kommission för Europa resolution nr 40. Båtförare som inte bor eller är medborgare i medlemsländerna kan ansöka om förarbrevet i något av medlemsländerna.
Också i länder som inte kräver eller accepterar behörighetsbrevet officiellt kan det behövas eller vara användbart till exempel om man skall hyra båt eller för att visa att man har en officiell behörighet.

## Finland
I Finland förutsätts inget behörighetsbrev för förare av fritidsbåtar med en högsta längd mindre än 24 meter. Däremot ger det internationella förarbrevet befälhavarbehörighet också på nöjesfartyg med längd över 24 meter men bruttodräktighet under 500. Det internationella förarbrevet krävs också vid sidan av förarbrev för hyresbåt för att fungera som befälhavare för hyresbåt som hyrs bemannad i internationell fart.
I Finland visas tillräckliga teoretiska kunskaper om navigation, båthantering och gällande bestämmelser för kust- och skärgårdsvatten genom lämplig examen hos någon av ett antal organisationer med godkända kvalitetssystem. Kunskaperna kan också visas genom skild tentamen. Därtill behövs läkarintyg, intyg på tillräcklig praktiska kunskaper (för motor- eller segelbåt) och intyg på godkänd förstahjälpkurs. Behörighetsbrevet beviljas inte person under 18 år.
Som intyg på tillräckliga teoretiska kunskaper gäller:
- Navigationsförbundets kustskepparexamen
- förarbrev för militärbåt
- båtbefälhavarexamen (Finlands båtförbund)
- sjöscouternas båtbefälhavarexamen
- sjöfartsofficer
- båtförarutbildning (Sjökrigsskolan)
- kursintyg från Mellersta Nylands vuxenutbildningscentral
- förarbrev eller något annat för yrkessjöfart avsett högre behörighetsbrev för däcksbefäl

För anteckning om behörighet för inlandsfarvatten behövs ett skilt intyg på godkänd examen för dessa kunskaper.